# 呐管

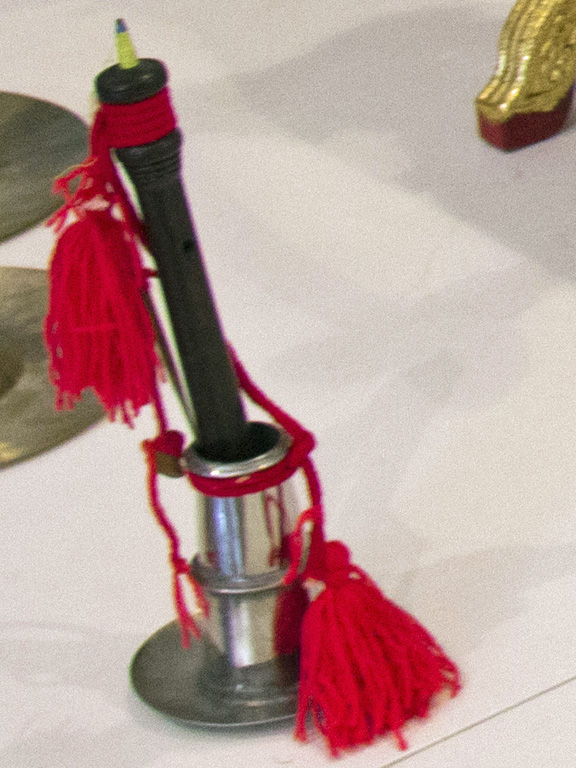
呐管

呐管，也叫缅甸唢呐，是缅甸的一种双簧管乐器，与唢呐类似。呐管可能从印度传入，与印度唢呐或有关联。